# سپر مدفوع

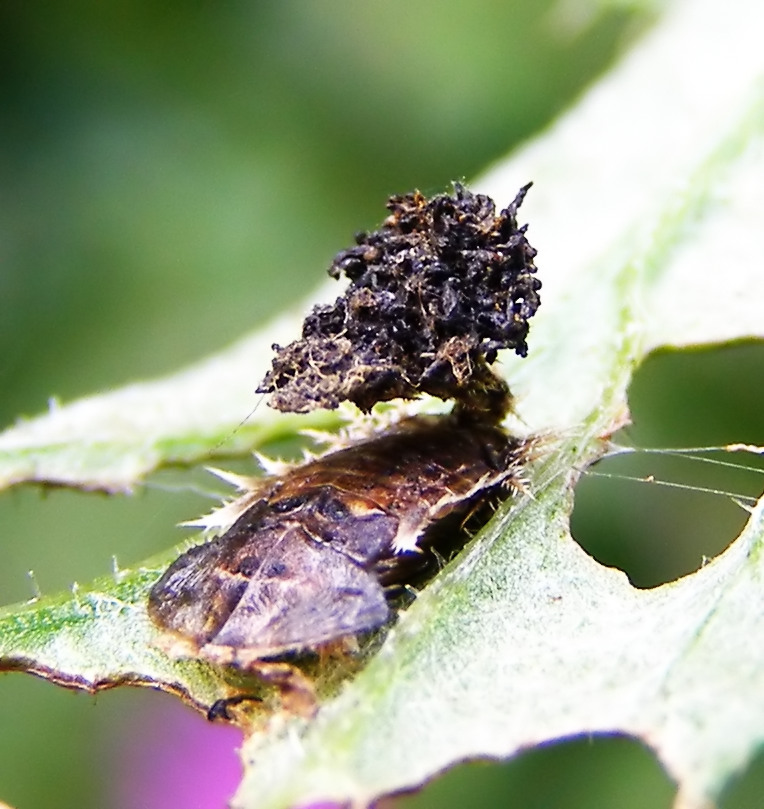
لارو Cassida viridis با سپر مدفوع

سپر مدفوع (Fecal shield) ساختاری است که توسط لارو بسیاری از گونه‌های سوسک در خانواده سوسک‌های برگ (Chrysomelidae) تشکیل شده است. از حشره و اغلب اگزویا یا تکه های اسکلت بیرونی ریخته‌شده آن تشکیل شده است. سوسک ممکن است سپر را روی پشت خود جابجا کند یا آن را در انتهای پشتی خود به کار گیرد. وظیفه اصلی سپر مدفوع دفاع در برابر شکارچیان است. سایر اصطلاحات محافظ مدفوع که در ادبیات ذکر شده است عبارتند از "لباس لاروی"، "زائده مدفوع" (kotanhang)، "نقاب مدفوع"، "پد مدفوع"، و "ضمیمه خروجی مدفوع".
لاروهای سوسک زیرخانواده‌های کریزوملید Criocerinae و Galerucinae اغلب سپر مدفوع خود را به طور انبوه در پشت خود می‌پوشند و به طور پیوسته موادی را به عنوان تکه‌های خردشده به آن اضافه می‌کنند. سپر لاروهای Cassidinae متحرک هستند. آنها به انتهای پشتی بدن متصل می‌شوند و در صورت نیاز به موقعیت خود منتقل می‌شوند، گاهی مانند یک چتر در بالای لارو قرار می‌گیرند. آنها ممکن است بلند شوند و حتی برای ضربه زدن به یک شکارچی تاب بخورند.